# Santa Flavia
Santa Flàvia (català) (sicilià i italià: Santa Flavia) és un municipi italià, dins de la ciutat metropolitana de Palerm. L'any 2007 tenia 10.318 habitants. Limita amb els municipis de Bagheria, Casteldaccia i Misilmeri.

## Administració
| Període   | Identitat            | Partit         |
| --------- | -------------------- | -------------- |
| 1992-1997 | Salvino Roccapalumba |                |
| 1997-2007 | Pietro Sanfilippo    |                |
| 2007-     | Antonio Napoli       | Centreesquerra |